# Palaeocastor
Palaeocastor fou un rosegador prehistòric, relacionat amb el castor. Al contrari que el castor actual, Palaeocastor vivia a terra i no als rius i utilitzava les dents per excavar, no per fer caure arbres. Tanmateix, el registre fòssil mostra que ja vivia en grups familiars.